# VEF I-12
VEF I-12 là một loại máy bay huấn luyện của Latvia, do Kārlis Irbītis thiết kế, hãng VEF ở Riga chế tạo trong giai đoạn 1935 - 1941.

## Quốc gia sử dụng
Latvia
- Aizsargi
- Không quân Latvia

## Tính năng kỹ chiến thuật (I-12)
Dữ liệu lấy từ Grey 1972, tr. 205c
Đặc tính tổng quan
- Kíp lái: 1
- Sức chứa: 1
- Chiều dài: 7,1 m (23 ft 4 in)
- Sải cánh: 9,3 m (30 ft 6 in)
- Chiều cao: 1,9 m (6 ft 3 in)
- Diện tích cánh: 11,3 m2 (122 foot vuông)
- Trọng lượng rỗng: 458 kg (1.010 lb)
- Trọng lượng có tải: 680 kg (1.499 lb)
- Động cơ: 1 × Blackburn Cirrus Minor , 67 kW (90 hp)

Hiệu suất bay
- Vận tốc cực đại: 230 km/h (143 mph; 124 kn)
- Vận tốc hành trình: 198 km/h (123 mph; 107 kn)